# Cerylon tokara
Cerylon tokara là một loài bọ cánh cứng trong họ Cerylonidae. Loài này được Nakane miêu tả khoa học năm 1967.